# Burey
Burey és un municipi francès situat al departament de l'Eure i a la regió de Normandia. L'any 2007 tenia 320 habitants.

## Demografia

### Població
El 2007 la població de fet de Burey era de 320 persones. Hi havia 120 famílies, de les quals 26 eren unipersonals (4 homes vivint sols i 22 dones vivint soles), 34 parelles sense fills, 56 parelles amb fills i 4 famílies monoparentals amb fills.
La població ha evolucionat segons el següent gràfic:
Habitants censats

### Habitatges
El 2007 hi havia 132 habitatges, 123 eren l'habitatge principal de la família i 9 eren segones residències. 127 eren cases i 4 eren apartaments. Dels 123 habitatges principals, 104 estaven ocupats pels seus propietaris, 18 estaven llogats i ocupats pels llogaters i 2 estaven cedits a títol gratuït; 4 tenien una cambra, 3 en tenien dues, 8 en tenien tres, 30 en tenien quatre i 78 en tenien cinc o més. 105 habitatges disposaven pel capbaix d'una plaça de pàrquing. A 43 habitatges hi havia un automòbil i a 74 n'hi havia dos o més.

### Piràmide de població
La piràmide de població per edats i sexe el 2009 era:
| Homes | Edats   | Dones |
| ----- | ------- | ----- |
| 0     | 95 o +  | 0     |
| 0     | 90 a 94 | 0     |
| 0     | 85 a 89 | 0     |
| 0     | 80 a 84 | 0     |
| 0     | 75 a 79 | 4     |
| 12    | 70 a 74 | 4     |
| 0     | 65 a 69 | 4     |
| 4     | 60 a 64 | 0     |
| 8     | 55 a 59 | 4     |
| 8     | 50 a 54 | 0     |
| 20    | 45 a 49 | 24    |
| 12    | 40 a 44 | 4     |
| 12    | 35 a 39 | 12    |
| 0     | 30 a 34 | 4     |
| 8     | 25 a 29 | 8     |
| 12    | 20 a 24 | 8     |
| 8     | 15 a 19 | 20    |
| 8     | 10 a 14 | 8     |
| 12    | 5 a 9   | 4     |
| 12    | 0 a 4   | 4     |

## Economia
El 2007 la població en edat de treballar era de 222 persones, 167 eren actives i 55 eren inactives. De les 167 persones actives 162 estaven ocupades (87 homes i 75 dones) i 5 estaven aturades (3 homes i 2 dones). De les 55 persones inactives 23 estaven jubilades, 19 estaven estudiant i 13 estaven classificades com a «altres inactius».

### Ingressos
El 2009 a Burey hi havia 123 unitats fiscals que integraven 342,5 persones, la mediana anual d'ingressos fiscals per persona era de 19.702 €.

### Activitats econòmiques
Dels 17 establiments que hi havia el 2007, 1 era d'una empresa de fabricació d'altres productes industrials, 7 d'empreses de construcció, 5 d'empreses de comerç i reparació d'automòbils, 2 d'empreses d'informació i comunicació i 2 d'empreses de serveis.
Dels 6 establiments de servei als particulars que hi havia el 2009, 1 era un taller de reparació d'automòbils i de material agrícola, 4 paletes i 1 lampisteria.
L'any 2000 a Burey hi havia 7 explotacions agrícoles que ocupaven un total de 480 hectàrees.

## Poblacions més properes
El següent diagrama mostra les poblacions més properes.